# Sächsische Akademie der Wissenschaften
Die Sächsische Akademie der Wissenschaften zu Leipzig (SAW) ist eine Körperschaft des öffentlichen Rechts mit Sitz in Leipzig. Sie vereint rund 200 Ordentliche Mitglieder aus den Bundesländern Sachsen, Sachsen-Anhalt und Thüringen sowie Korrespondierende Mitglieder aus dem In- und Ausland. Die Akademie ist eines von acht Mitgliedern der Union der deutschen Akademien der Wissenschaften.

## Geschichte

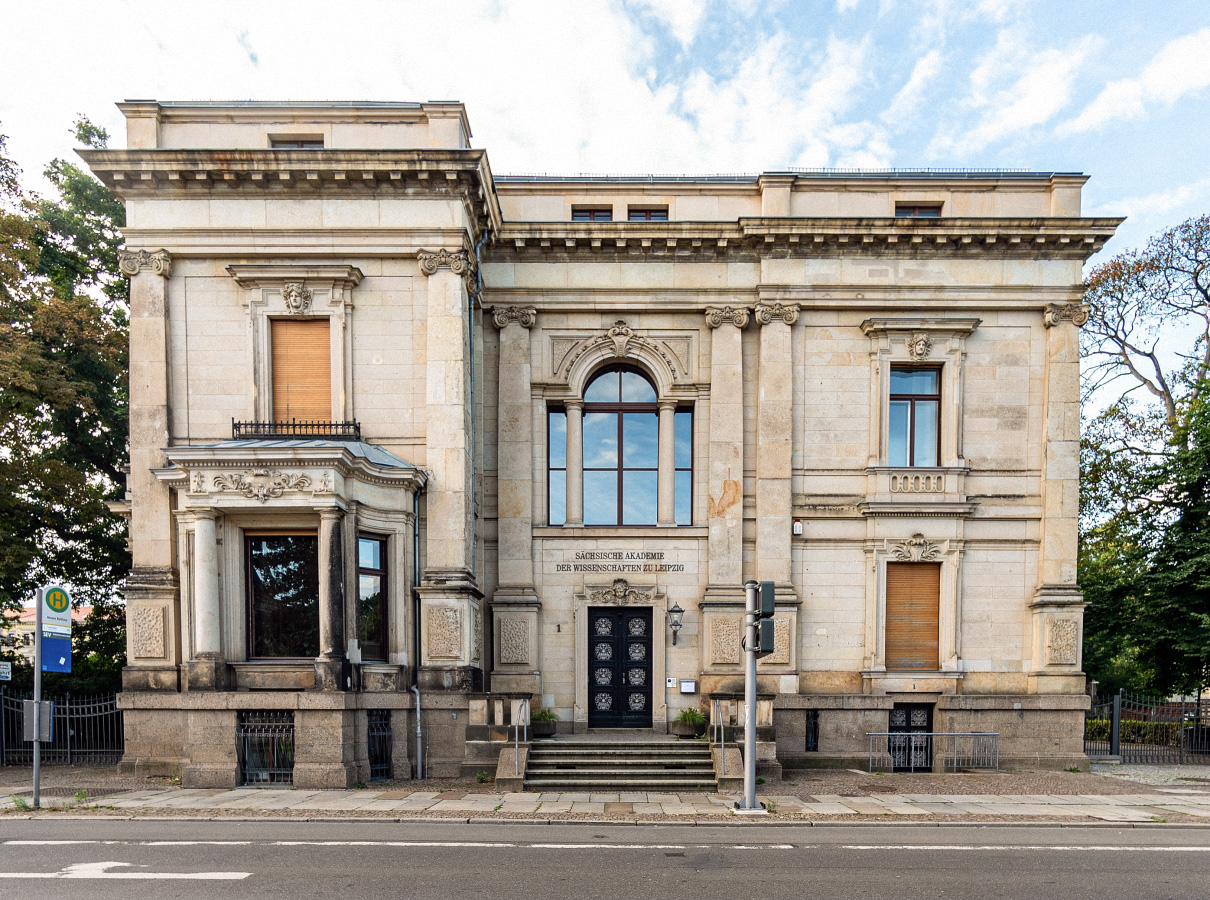
Hauptsitz der Akademie in der Karl-Tauchnitz-Str. 1 in Leipzig

Am 3. April 1846 richtete eine Gruppe von dreizehn Professoren der Universität Leipzig (wohl auf Anregung des späteren sächsischen Kultusministers Johann Paul von Falkenstein) ein Gesuch um die Gründung einer Gesellschaft der Wissenschaften an das Sächsische Kultusministerium. Nachdem die Statuten der Gesellschaft am 23. Juni 1846 durch den König von Sachsen Friedrich August II. (1797–1854) bestätigt worden waren, wurde die Königlich Sächsische Gesellschaft der Wissenschaften gegründet, und zwar am 1. Juli 1846, dem 200. Geburtstag des Gelehrten Gottfried Wilhelm Leibniz (1646–1716), dessen Geburtsort Leipzig ist.
Seit dem 1. Juli 1919 trägt die Gesellschaft den Namen Sächsische Akademie der Wissenschaften zu Leipzig.
Am 8. Dezember 1948 wurde die kriegsbedingt geschlossene Sächsische Akademie der Wissenschaften wiedereröffnet. Sie konnte ihre Selbständigkeit auch nach der Auflösung der Länder in der DDR behalten. Sie war vergleichsweise stark von nichtmarxistischen Wissenschaftlern geprägt. Deshalb erfolgte auch nach der politischen Wende 1989 keine Neugründung (anders als bei der Akademie der Wissenschaften der DDR).
Die Verfassung des Freistaates Sachsen von 1992 erklärte das Land zum Träger der Akademie. Im Jahr 1994 erhielt sie durch ein Gesetz den Status einer Körperschaft des öffentlichen Rechts.
Ein ausführlicher Beitrag zur Akademiegeschichte von Manfred Rudersdorf findet sich im Jubiläums-Jahrbuch der Akademie 2019-2020.

## Organisation
Die Akademie ist eine rechtsfähige Körperschaft des öffentlichen Rechts mit dem Recht der Selbstverwaltung. Derzeitiger Präsident ist seit dem 1. Januar 2024 Hans-Joachim Knölker.
Ihre Arbeit findet in drei Klassen statt, der mathematisch-naturwissenschaftlichen Klasse (seit 1846), der philologisch-historischen Klasse (seit 1846) und der technikwissenschaftlichen Klasse (seit 1996). Seit 2015 besteht außerdem das Junge Forum. Darin aufgenommen werden Nachwuchswissenschaftler per Zuwahl durch die Ordentlichen Mitglieder aus allen drei Klassen. Die Dauer der Mitgliedschaft im Jungen Forum ist auf 5 Jahre begrenzt.
Die Akademie und ihre Klassen halten regelmäßige Sitzungen ab. Außerdem bildet die Akademie verschiedene strukturbezogene sowie vorhabenbezogene Kommissionen. Die Akademie betreibt zurzeit über 20 Forschungsvorhaben im geisteswissenschaftlichen Bereich. In diesen Langzeitprojekten sind rund 100 wissenschaftliche Mitarbeiter beschäftigt. Die SAW verbindet so die Tätigkeit einer Gelehrten-Sozietät mit der Arbeit eines Forschungsinstituts. Die Akademie unterhält eigene Publikationsreihen sowie ein wissenschaftsgeschichtlich bedeutsames Archiv.

## Projekte
Die meisten Forschungsvorhaben an der Akademie sind Teil des Akademienprogramms. Dieses gemeinsame Forschungsprogramm der deutschen Wissenschaftsakademien dient der Erschließung, Sicherung und Erforschung des kulturellen Erbes weltweit und ist das derzeit größte geisteswissenschaftliche Langzeitforschungsprogramm der Bundesrepublik Deutschland. Es wird gemeinsam von Bund und Ländern finanziert. Im Rahmen des Akademienprogramms betreibt die Akademie zurzeit über 20 Forschungsvorhaben im geisteswissenschaftlichen Bereich. Als wichtigstes musikwissenschaftliches Projekt gilt die Leipziger Ausgabe der Werke von Felix Mendelssohn Bartholdy. Ein weiteres großes Projekt ist die Schumann-Briefedition, die erste Gesamtausgabe der Korrespondenz der Wahl-Leipziger Robert und Clara Schumann. Im Forschungsportal BACH werden ab 2023 erstmals sämtliche verfügbare archivalische Quellen zur gesamten Musikerfamilie Bach erschlossen und digital zugänglich gemacht. In den sprachlich ausgerichteten Projekten entsteht u. a. das Althochdeutsche Wörterbuch. Im Feld Literaturwissenschaft werden z. B. die Briefe Philipp Jacob Speners, Johann Christoph Gottscheds und seiner Frau Luise Adelgunde Victorie Gottsched oder Friedrich Heinrich Jacobis ediert, außerdem entsteht im Projekt Propyläen eine Forschungsplattform zu Goethes Leben, Wirken und Werk. In der Judaistik veröffentlicht man eine Enzyklopädie jüdischer Kulturen. Ein zentrales reformationshistorisches Grundlagenprojekt wurde 2014 mit der Edition der Akten und Briefe zur Kirchenpolitik Friedrichs des Weisen und Johanns des Beständigen 1513 bis 1532 begonnen, das die Landesherren Martin Luthers in den Mittelpunkt stellt. Die Akademie ist seit 1996 auch an dem interakademischen Forschungsvorhaben der historischen Quellenedition Die Deutschen Inschriften beteiligt. Dieses Forschungsvorhaben wird von sechs deutschen Wissenschaftsakademien und der Österreichischen Akademie der Wissenschaften in Wien gemeinsam betrieben. Neuere Vorhaben widmen sich auf dem Gebiet der Indologie der wissenschaftlichen Bearbeitung der buddhistischen Höhlenmalereien in der Kuča-Region sowie auf dem Gebiet der Arabistik der Erforschung der arabischsprachigen Literaturen zwischen 1150 und 1850.
Darüber hinaus sind auch drittmittelfinanzierte Vorhaben an der Akademie angesiedelt. Ein Schwerpunkt liegt dabei im Bereich der digitalen Geisteswissenschaften (Digital Humanities), in dem u. a. auch mehrere Verbundprojekte angesiedelt sind.

## Kommissionen
An der Akademie sind folgende strukturbezogenen Kommissionen tätig: die Kommission Afrika – Asien – Europa, die Kommission Ausbreitung in Natur, Technik und Gesellschaft, die Kommission Interkulturelle Historische Grundwissenschaften, die Historische Kommission, die Kommissionen für Landeskunde, für Kunstgeschichte, Literatur- und Musikwissenschaft, für die Kunstgeschichte Mitteldeutschlands, für Sprachwissenschaft, für Umweltprobleme, für Wissenschaft und Werte und für Wissenschaftsgeschichte. Die Mitglieder der Kommissionen sind ausgewiesene Fachleute der entsprechenden Disziplinen und werden vom Präsidenten berufen.

## Zeitschrift „Denkströme“
Die Akademie veröffentlicht seit 2008 die Zeitschrift „Denkströme – Journal der Sächsischen Akademie der Wissenschaften“, die meist zweimal im Jahr erscheint. Darin veröffentlicht werden Beiträge zu aktuellen Themen aus Wissenschaft und Wissenschaftsentwicklung. Einzelwissenschaftliche Forschungsbeiträge sind dabei ebenso im Heft enthalten wie Diskussionen um wissenschafts- und gesellschaftspolitische Fragestellungen.
Die Zeitschrift erscheint in einer Druckausgabe und einer Online-Ausgabe, die unter einer Creative-Commons-Lizenz steht.

## Preise
Die Sächsische Akademie der Wissenschaften zu Leipzig vergibt:
- Friedrich-Weller-Preis
- Friedrich-Weller-Stipendium und Förderstipendium
- Kurt-Schwabe-Preis
- Leipziger Wissenschaftspreis
- Theodor-Frings-Preis
- Wilhelm-Ostwald-Medaille
- Nachwuchsförderpreis des Fördervereins der Sächsischen Akademie der Wissenschaften zu Leipzig

## Mitglieder (Auswahl)
- Eberhard Ackerknecht
- Kurt Aland
- Annette Beck-Sickinger
- Walther Bothe
- James Chadwick
- Otto Clemen
- Bernard Comrie
- Peter Debye
- Johann Paul von Falkenstein
- Theodor Frings
- Horst Fuhrmann
- Bernhard Hänsel
- Uwe-Frithjof Haustein
- Werner Heisenberg
- Gustav Hertz
- Archibald Vivian Hill
- Cuno Hoffmeister
- Wolfgang Huschner
- Ernst Joest
- Jörg Kärger
- Heike Kielstein
- Hermann Kolbe
- Foteini Kolovou
- Walter König
- Hermann August Korff
- Hellmut Kretzschmar
- August Krogh
- Christoph Krummacher
- Ursula Lehr
- Volker Leppin
- Gotthard Lerchner
- Rolf Lieberwirth
- Heiner Lück
- Heinrich Magirius
- Karl Mannsfeld
- Richard Felix Marchand
- Jens Meiler
- Theodor Mommsen
- August Ferdinand Möbius
- Friedrich Möbius
- Karl Alexander Müller
- Wilhelm Ostwald
- Svante Pääbo
- Heinz Penzlin
- Max Planck
- Manfred Rudersdorf
- Gertrud Schubart-Fikentscher
- Ernst Schubert
- Manfred Schubert
- Pirmin Stekeler-Weithofer
- Dietrich Uhlmann
- Cornelius Weiss
- Carl Friedrich von Weizsäcker
- Hans Wiesmeth

## Öffentliche Veranstaltungen
Mit Kamingesprächen, Vorträgen, Podiumsdiskussionen, Langen Wissenschaftsnächten, virtuellen Werkstattbesuchen, Gesprächskonzerten, Führungen durch den karolingischen Heilpflanzengarten des Althochdeutschen Wörterbuchs und vielen weiteren Veranstaltungsformaten öffnet die Akademie ihre Türen für interessierte Besucher. Zahlreiche Veranstaltungen können per Livestream und auch im Nachgang auf dem Youtube-Kanal der Akademie verfolgt werden. Die Terminübersicht findet sich auf der Homepage der Akademie unter Aktuelles.